# Jorge Ormeño
Jorge Andrés Ormeño Guerra (Viña del Mar, Región de Valparaíso, Chile, 14 de junio de 1977) es un exfutbolista chileno. Jugaba de mediocampista. 
Fue el capitán de Santiago Wanderers, donde es considerado un referente, al igual que lo fue durante su etapa en Universidad Católica, consiguiendo cuatro títulos entre los dos equipos.

## Trayectoria
Pasó su infancia en un club de barrio llamado Real Chile para luego a los catorce años pasar a las divisiones inferiores de Santiago Wanderers de Valparaíso, club donde él se reconoce un hincha, donde dos años más tarde tendría la oportunidad de debutar por el primer equipo lo cual se daría finalmente en 1997 frente a Deportes Antofagasta. Tras su debut permanecería en el cuadro porteño donde viviría un descenso en 1998 y luego un ascenso el año siguiente.

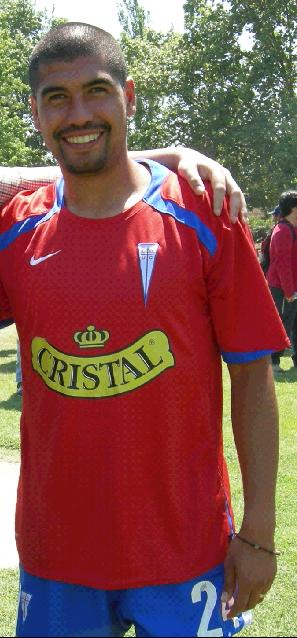
Ormeño en la Universidad Católica.

En el año 2000 finalmente tomaría regularidad jugando 26 partidos y anotando un gol en aquella temporada muy distinto a los doce partidos que llevaba jugando en toda su carrera como profesional. Para la siguiente temporada haría una muy buena dupla junto a Arturo Sanhueza siendo pieza clave en su equipo que lograría obtener el campeonato del año 2001. Después de ser campeón junto con Wanderers lograría cumplir muy buenas campañas participando en la Copa Libertadores y en la Copa Sudamericana lo que llamaría la atención de varios clubes para contar con sus servicios siendo cedido a mediados del 2004 a la Universidad Católica por 100 mil dólares por el 25% de su pase.
En la Universidad Católica en un comienzo realizaría una buena dupla con Jorge Acuña pero después de la partida de este se mantendría solo en la contención siendo figura del cuadro cruzado obteniendo el Torneo de Clausura 2005 y llegando a las semifinales de la Copa Sudamericana 2005 donde quedarían eliminados por Boca Juniors, finalizado esto debía regresar a Santiago Wanderers pero el club universitario compra el resto del pase en 350 mil dólares para que este siga jugando por el equipo desechando al mismo tiempo una oferta de Colo-Colo.
En el año 2006 permaneció jugando a un buen nivel tanto en el torneo local como en la Copa Libertadores surgiendo intereses de otros clubes por ficharlo entre ellos Rosario Central, sin embargo decidió quedarse para ayudar a la UC a levantarse del mal momento en que atravesaba. Ese mismo año Colo-Colo le ofreció un contrato por un dinero más alto que el que ganaba en su club y la rechazo. En las temporadas siguientes siguió siendo un gran aporte para el club hasta el 2009 donde pretendía volver a Santiago Wanderers finalizado su contrato pero esto no se daría renovando su contrato. En 2010 vuelve a ser uno de los pilares fundamentales de su equipo ayudando a obtener la décima estrella de la Universidad Católica y luego al siguiente año obteniendo la Copa Chile 2011. Finalizado el 2011 nuevamente planea en regresar a Santiago Wanderers pero ante el rechazo del club porteño renueva nuevamente pero esta vez solo por seis meses.
Finalmente tras finalizar su contrato el club cruzado regresa al club de sus amores y formador, Santiago Wanderers, siendo el primer refuerzo de este para el Clausura 2012 firmando un contrato por seis meses renovable por un año. Rápidamente en el club porteño se adueña del mediocampo y la capitanía siendo la gran figura del equipo en su primer torneo de regreso alargando su estadía, esta condición se mantendría durante todo el segundo ciclo, donde destacaría un subcampeonato del cual sería pieza fundamental.
A fines del 2015 no se le renovaría su contrato en Santiago Wanderers pese a su deseo de continuar en el club, por lo cual tomaría la decisión de retirarse del fútbol profesional, cabe mencionar que durante aquellos momentos en que no lograba renovar fue apoyado por los hinchas del club que tomaron medidas extremas como "tomarse" la sede del cuadro porteño o encadenarse a ella.

## Selección nacional
Debutó con la Selección de fútbol de Chile en abril del 2001 en un partido amistoso frente a México para luego volver a participar por la Roja en las Clasificatorias para el Mundial de 2002 donde jugaría un partido y su selección no clasificaría al mundial. Su tercera y última participación con su selección fue en el 2006 en un amistoso disputado en La Calera frente a Nueva Zelanda.

#### Participaciones en Clasificatorias a Copas del Mundo
| Eliminatorias                    | Resultado | Posición | Partidos Jugados |
| -------------------------------- | --------- | -------- | ---------------- |
| Eliminatorias Corea y Japón 2002 | Eliminado | 10.º     | 1                |

### Partidos internacionales
| Partidos internacionales | Partidos internacionales | Partidos internacionales               | Partidos internacionales | Partidos internacionales | Partidos internacionales | Partidos internacionales | Partidos internacionales | Partidos internacionales | Partidos internacionales         |
| N.º                      | Fecha                    | Estadio                                | Local                    | Resultado                | Visitante                | Goles                    | Asistencias              | DT                       | Competición                      |
| ------------------------ | ------------------------ | -------------------------------------- | ------------------------ | ------------------------ | ------------------------ | ------------------------ | ------------------------ | ------------------------ | -------------------------------- |
| 1                        | 11 de abril de 2001      | Estadio Tecnológico, Monterrey, México | México                   | 1-0                      | Chile                    |                          |                          | Pedro García             | Amistoso                         |
| 2                        | 14 de noviembre de 2001  | Estadio Nacional, Santiago, Chile      | Chile                    | 0-0                      | Ecuador                  |                          |                          | Jorge Garcés             | Clasificatorias Corea-Japón 2002 |
| 3                        | 27 de abril de 2007      | Estadio El Teniente, Rancagua, Chile   | Chile                    | 1-0                      | Nueva Zelanda            |                          |                          | Nelson Acosta            | Amistoso                         |
| Total                    | Total                    | Total                                  | Presencias               | 3                        | Goles                    | 0                        |                          |                          |                                  |

| Selección chilena | Selección chilena | Selección chilena |
| Año               | Partidos          | Goles             |
| ----------------- | ----------------- | ----------------- |
| 2001              | 2                 | 0                 |
| 2007              | 1                 | 0                 |
| Total             | 3                 | 0                 |

## Estadísticas

### Clubes
| Club                                                                                         | Div           | Temporada     | Liga  | Liga  | Copas nacionales(1) | Copas nacionales(1) | Torneos internacionales(2) | Torneos internacionales(2) | Total | Total |
| Club                                                                                         | Div           | Temporada     | Part. | Goles | Part.               | Goles               | Part.                      | Goles                      | Part. | Goles |
| -------------------------------------------------------------------------------------------- | ------------- | ------------- | ----- | ----- | ------------------- | ------------------- | -------------------------- | -------------------------- | ----- | ----- |
| Santiago Wanderers · Chile                                                                   | 1ª            | 1997          | 3     | 0     | —                   | —                   | —                          | —                          | 3     | 0     |
| Santiago Wanderers · Chile                                                                   | 1ª            | 1998          | 6     | 0     | —                   | —                   | —                          | —                          | 6     | 0     |
| Santiago Wanderers · Chile                                                                   | 2ª            | 1999          | 3     | 0     | —                   | —                   | —                          | —                          | 3     | 0     |
| Santiago Wanderers · Chile                                                                   | 1ª            | 2000          | 26    | 1     | 4                   | 0                   | —                          | —                          | 30    | 1     |
| Santiago Wanderers · Chile                                                                   | 1ª            | 2001          | 19    | 3     | —                   | —                   | —                          | —                          | 19    | 3     |
| Santiago Wanderers · Chile                                                                   | 1ª            | 2002          | 27    | 2     | —                   | —                   | 7                          | 0                          | 34    | 2     |
| Santiago Wanderers · Chile                                                                   | 1ª            | 2003          | 36    | 2     | —                   | —                   | —                          | —                          | 36    | 2     |
| Santiago Wanderers · Chile                                                                   | 1ª            | 2004          | 35    | 3     | —                   | —                   | —                          | —                          | 35    | 3     |
| Universidad Católica · Chile                                                                 | 1ª            | 2004          | 20    | 1     | —                   | —                   | —                          | —                          | 20    | 1     |
| Universidad Católica · Chile                                                                 | 1ª            | 2005          | 38    | 1     | —                   | —                   | 10                         | 0                          | 47    | 1     |
| Universidad Católica · Chile                                                                 | 1ª            | 2006          | 34    | 1     | —                   | —                   | 6                          | 2                          | 40    | 3     |
| Universidad Católica · Chile                                                                 | 1ª            | 2007          | 38    | 0     | —                   | —                   | —                          | —                          | 38    | 0     |
| Universidad Católica · Chile                                                                 | 1ª            | 2008          | 25    | 1     | —                   | —                   | 11                         | 0                          | 36    | 1     |
| Universidad Católica · Chile                                                                 | 1ª            | 2009          | 41    | 0     | 1                   | 0                   | —                          | —                          | 42    | 1     |
| Universidad Católica · Chile                                                                 | 1ª            | 2010          | 27    | 2     | 3                   | 0                   | 4                          | 0                          | 34    | 2     |
| Universidad Católica · Chile                                                                 | 1ª            | 2011          | 28    | 0     | 5                   | 0                   | 10                         | 0                          | 42    | 0     |
| Universidad Católica · Chile                                                                 | 1ª            | 2012          | 9     | 0     | —                   | —                   | 5                          | 0                          | 14    | 0     |
| Universidad Católica · Chile                                                                 | Total club    | Total club    | 260   | 7     | 9                   | 0                   | 51                         | 2                          | 320   | 9     |
| Santiago Wanderers · Chile                                                                   | 1ª            | 2012          | 15    | 2     | —                   | —                   | —                          | —                          | 15    | 2     |
| Santiago Wanderers · Chile                                                                   | 1ª            | 2013          | 16    | 2     | —                   | —                   | —                          | —                          | 16    | 2     |
| Santiago Wanderers · Chile                                                                   | 1ª            | 2013-14       | 28    | 1     | 5                   | 0                   | —                          | —                          | 33    | 1     |
| Santiago Wanderers · Chile                                                                   | 1ª            | 2014-15       | 30    | 0     | 5                   | 0                   | —                          | —                          | 35    | 0     |
| Santiago Wanderers · Chile                                                                   | 1ª            | 2015-16       | 12    | 0     | 6                   | 1                   | 2                          | 0                          | 20    | 1     |
| Santiago Wanderers · Chile                                                                   | Total club    | Total club    | 241   | 14    | 20                  | 1                   | 9                          | 0                          | 270   | 15    |
| Total carrera                                                                                | Total carrera | Total carrera | 501   | 21    | 29                  | 1                   | 60                         | 2                          | 590   | 24    |
| (1) Incluye datos de Copa Chile. (2) Incluye datos de Copa Libertadores y Copa Sudamericana. |               |               |       |       |                     |                     |                            |                            |       |       |

### Resumen estadístico
|                    | Partidos | Goles |
| ------------------ | -------- | ----- |
| Primera División   | 498      | 21    |
| Segunda División   | 3        | 0     |
| Copa Chile         | 9        | 0     |
| Copa Libertadores  | 33       | 2     |
| Copa Sudamericana  | 27       | 0     |
| Selección de Chile | 3        | 0     |
| Total              | 593      | 24    |

## Palmarés

### Campeonatos nacionales
| Título           | Club                 | País  | Año    |
| ---------------- | -------------------- | ----- | ------ |
| Primera División | Santiago Wanderers   | Chile | 2001   |
| Primera División | Universidad Católica | Chile | 2005-C |
| Primera División | Universidad Católica | Chile | 2010   |
| Copa Chile       | Universidad Católica | Chile | 2011   |

### Distinciones individuales
| Distinción                                       | Año  |
| ------------------------------------------------ | ---- |
| Premio Elías Figueroa                            | 2012 |
| Jugador Emblema de Santiago Wanderers            | 2013 |
| Premio Revista El Gráfico Chile a la Trayectoria | 2014 |
| Ciudadano Ilustre de Valparaíso                  | 2016 |
| Medalla al Mérito “Diego Portales”               | 2016 |